# バイヤー・クロノメトリー
バイヤー・クロノメトリー（独: Beyer Chronometrie AG ）はスイスのチューリッヒにある時計宝飾店である。
1760年創業でスイス最古の時計店として知られ、ボーム&メルシエ、ブライトリング、カルティエ、ショパール、ジラール・ペルゴ、ウブロ、インターナショナル・ウォッチ・カンパニー、ジャガー・ルクルト、ジャケ・ドロー、ランゲ・アンド・ゾーネ、パテック・フィリップ、ピアジェ、ロレックスの正規代理店を務めるとともに自社ブランドの時計やヴィンテージ品も販売している。

## 私設時計博物館

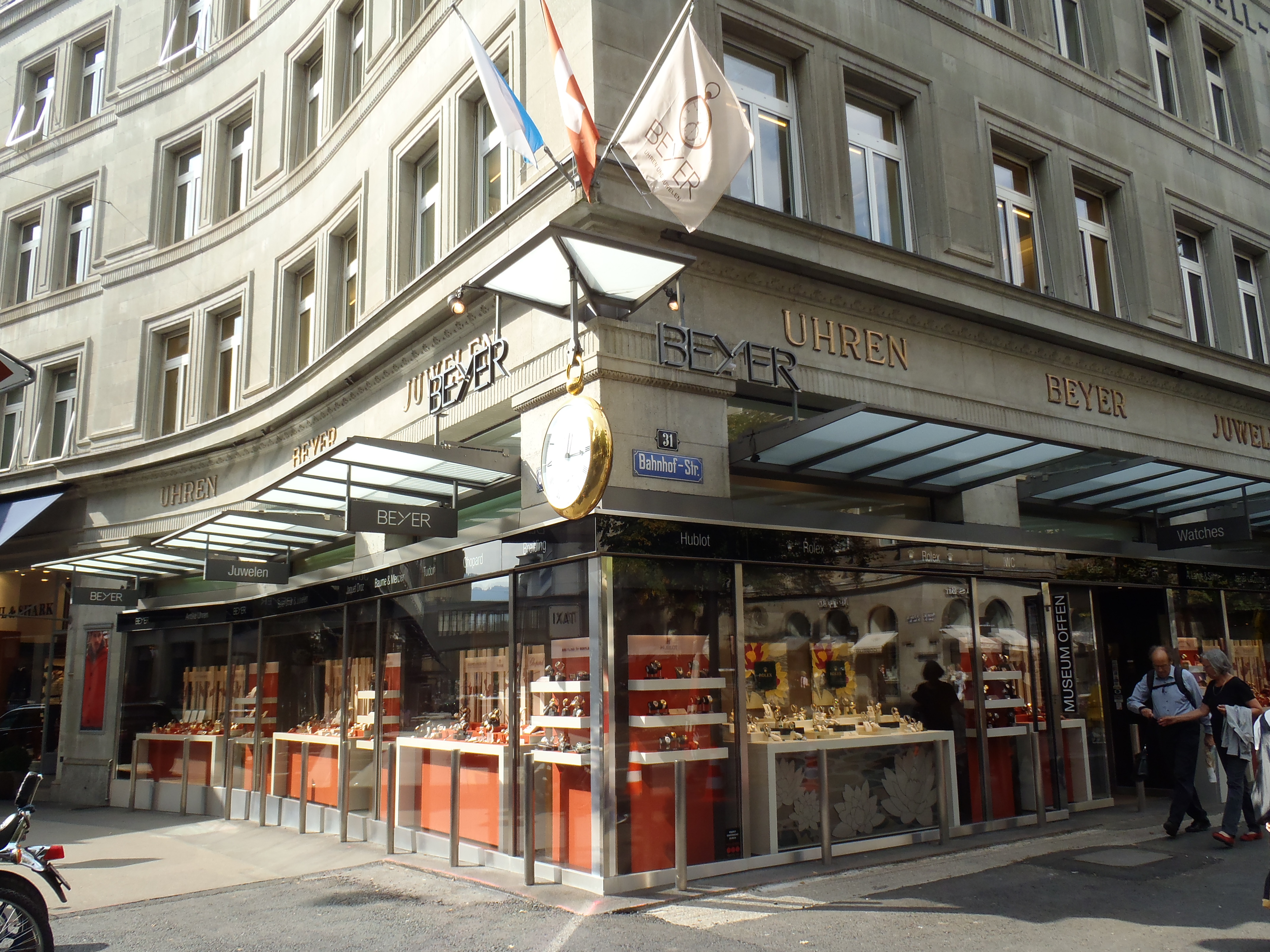
バイヤー時計博物館

1970年代初頭に店舗内地下1階に「ウーレンミュージアム・バイヤー・チューリッヒ」（Uhrenmuseum Beyer Zürich ）を開設した。紀元前1400年頃から現在までの計時機器を約500点収蔵しており、その中にはブレゲの1799年製サンパティーク、トリエステに取り付けられてマリアナ海溝最深部に到達したロレックスの特殊オイスターモデル、ジョージ・ダニエルズのトゥールビヨン懐中時計などが含まれている。